# 増原裕子
増原 裕子（ますはら ひろこ、1977年12月27日 - ）は、日本のLGBT活動家、社会起業家、文筆家、地方公務員。2020年4月に兵庫県明石市の専門職員に就任した。

## 経歴
神奈川県横浜市出身。慶應義塾女子高等学校、慶應義塾大学文学部卒業。2003年に慶應義塾大学大学院文学研究科フランス文学専攻修士課程を修了後、外務省のジュネーブ公館に在外公館派遣員として勤めた。その後、会計事務所やIT関連会社に勤務。
2011年春、性的少数者のシンポジウムを通じて東小雪と知り合う。東はシンポジウムの登壇者で、増原はスタッフの一人だった。
2012年3月1日、東京ディズニーシーで東と同性挙式を挙げた（後述）。
2013年12月、企業や団体向けにLGBT講演や研修を取り組む社会的企業「トロワ・クルール」を立ち上げ、代表取締役を務める。
2014年10月、渋谷区が同性パートナーシップ条例の制定に向けた検討委員会の会合を開催。杉山文野と松中権が当事者として実情を訴えたことから、区も制定に本腰を入れるようになった。国立市に住んでいた東と増原はこの動きを知り、同年11月に渋谷区に引越した。
2015年4月1日に施行された渋谷区男女平等及び多様性を尊重する社会を推進する条例に基づき発行される「パートナーシップ証明書」の申請し、11月5日、東との第1号証明書が受理された。2017年12月25日、パートナー解消に伴い渋谷区に証明書を返還した。2018年5月、勝間和代との交際を発表したが、2019年11月11日、増原が別の人と生きていきたいと考えるようになったことから、パートナーシップの解消を報告した。
2015年7月10日、東京国際レズビアン&ゲイ映画祭を主催する組織として「NPO法人レインボー・リール東京」が設立。増原は監事に就任した。
2018年12月16日、第25回参議院議員通常選挙に、京都府選挙区（改選数2）から立憲民主党公認で立候補することを正式に表明した。
2019年5月16日、連合京都は増原推薦を決定。同年6月12日、国民民主党は増原の支持を決定。また、社会民主党も増原推薦を決めた。7月21日に行われた第25回参議院議員通常選挙において、即日開票の結果、2位の共産党現職の倉林明子に1万2千票差をつけられ落選した。
同年12月、明石市がLGBTや多様な性への理解を進める施策を企画・立案する専門職員を公募すると、これに応募。増原と支援団体の元代表の男性の2人が選ばれ、2020年4月1日から同市の専門職員となった。任期は最長5年。同市は「パートナーシップ宣誓制度」の導入を目指しており、専門職員が中心的な役割を担う。

## 活動

### 東京ディズニーリゾートでの同性挙式
2012年3月、東京ディズニーランドがパーク内のシンデレラ城を一般客の結婚式用に開放する「ディズニー・ロイヤルドリーム・ウェディング」の企画を発表した。これに際し、増原と東が同性カップルの挙式について問い合わせたところ、利用は可能とされたものの、「一般客への影響」を理由として、どちらかがタキシード（男性用衣装）を着なければならないと回答された。
これにつき、運営側オリエンタルランドの対応に対して批判的な反響がTwitterで広がった。その後、東京ディズニーリゾートはアメリカのウォルト・ディズニー・カンパニーに確認した上で、増原らに対して先の回答を撤回し「同性カップルによる同性での結婚式は可能」と伝え、これは特例でなく同性カップルによる挙式を東京ディズニーランドでも認めることを公にも発表した。翌2013年3月1日、増原たちは東京ディズニーシーで式を挙げ、日本のディズニーリゾートで同性挙式をした最初のカップルとなった。

## 主張
- 2018年7月、衆議院議員杉田水脈の『新潮45』寄稿中「LGBTは生産性がない」などの記述に対し、「ナチスの優生思想とリンクする」「あまりの無知、無理解そして偏見による明らかなヘイトスピーチ」と批判した[21][22]。
- 選択的夫婦別姓導入に「賛成」としている[23]。
- 同性婚に賛成[23]。
- 非自民・反共産の立場を取り、2019年8月9日での街頭演説では「6年前に共産党に取られてしまったこの議席を取り戻して、しっかりと政治に緊張感を取り戻したいと責任感を持っています。二番目に滑り込ませて。」と訴えた[24]。しんぶん赤旗によると6年前に北神圭朗が倉林の対立候補として出馬した時同様、自民党候補を推薦しているはずの公明党より票の融通があったという[25]。

## 著作
- 増原裕子『ダイバーシティ経営とLGBT対応』SBクリエイティブ、2018年9月。ISBN 978-4815600358。

共著
- 東小雪、増原裕子『ふたりのママから、きみたちへ』イースト・プレス、2013年12月。ISBN 978-4781690629。
- 東小雪、増原裕子、すぎやまえみこ(マンガ)『レズビアン的結婚生活』イースト・プレス、2013年12月。ISBN 978-4781611075。
- 東小雪、増原裕子『同性婚のリアル』ポプラ社、2016年2月。ISBN 978-4591147924。
- 東小雪、増原裕子、すぎやまえみこ(マンガ)『女どうしで子どもを産むことにしました』KADOKAWA〈メディアファクトリー〉、2016年4月。ISBN 978-4040683614。

## 選挙歴
| 当落 | 選挙                     | 執行日         | 年齢 | 選挙区       | 政党         | 得票数     | 得票率 | 定数 | 得票順位 /候補者数 | 政党内比例順位 /政党当選者数 |
| ---- | ------------------------ | -------------- | ---- | ------------ | ------------ | ---------- | ------ | ---- | ------------------ | ---------------------------- |
| 落   | 第25回参議院議員通常選挙 | 2019年07月21日 | 41   | 京都府選挙区 | 旧立憲民主党 | 23万2354票 | 24.36% | 2    | 3/5                | /                            |